# Gare de Lincoln (Nebraska)
Ne pas confondre avec la gare de Lincoln (Illinois).
La gare de Lincoln est une gare ferroviaire des États-Unis, située à Lincoln dans l'État du Nebraska.

## Histoire
La gare de Lincoln est mise en service le 26 juin 2012. Elle a remplacé l'ancienne gare (connue sous le nom de Burlington Northern Railroad Depot) construite par le Chicago, Burlington and Quincy Railroad et transformée en antique mall car le déplacement de la ligne de chemin de fer avait été rendu nécessaire pour la construction de la Pinnacle Bank Arena.

## Service des voyageurs

### Desserte
Ligne d'Amtrak:
- Le California Zephyr: Emeryville - Chicago